# Chiesa di San Pietro Martire (Tirano)
La chiesa di San Pietro Martire è un luogo di culto cattolico di Baruffini (frazione di Tirano), sede dell'omonima parrocchia.

## Storia
Edificata nel 1536, fu consacrata il 13 agosto del 1537 da monsignor Giovanni Melegaris, delegato dal vescovo di Como Cesare Trivulzio. Nelle note del vescovo Feliciano Ninguarda in visita apostolica in Valtellina nell'estate del 1589, si fa cenno alla dedica della chiesa di Baruffini anche a Santa Marta. Di tale titolazione si è però persa memoria nel corso dei secoli.
(Varischetti L.- Cecini N. (a cura di)., Ninguarda, La Valtellina negli Atti della visita pastorale diocesana di F. Feliciano Ninguarda Vescovo di Como, Annotati e pubblicati dal Sac. Dott. Santo Monti nel 1892, Sondrio, 1963)
Baruffini fu eretta in parrocchia indipendente di nomina popolare il 13 ottobre 1638, dal vescovo Lazzaro Carafino ampliata nel 1876 su progetto dell'architetto Carlo Maciachini per far fronte all'incremento demografico della popolazione. Nel 2001 ha subito un'importante opera di restauro statico e strutturale. Si trova al centro dell'abitato, in un'ampia piazza vicino all'antica casa parrocchiale. Le linee architettoniche sono semplici ma suggestive. L'ingresso è composto da un portale in pietra verde datato 1667 sul quale campeggia un timpano triangolare e una elegante trifora serliana. All'interno si scorge la grande navata centrale e le cappelle laterali. La vasca battesimale, sulla sinistra, è impreziosita da una copertura in legno intarsiato a forma di tiburio barocco. Sugli altari della seconda cappella di destra e sinistra si trovano le opere di Michele Cogoli (1670), abile intagliatore trentino originario della Val di Sole: fastosa ancone di legno scolpito, intagliato e dipinto con fastigi di statuette finemente lavorate. Degni di attenzione i pregevoli affreschi di Luigi Tagliaferri, originario di Pagnona, in ottimo stato di conservazione e la settecentesca statua della Madonna del Carmine un tempo portata in processione per tutto il paese.

## Quadri e affreschi

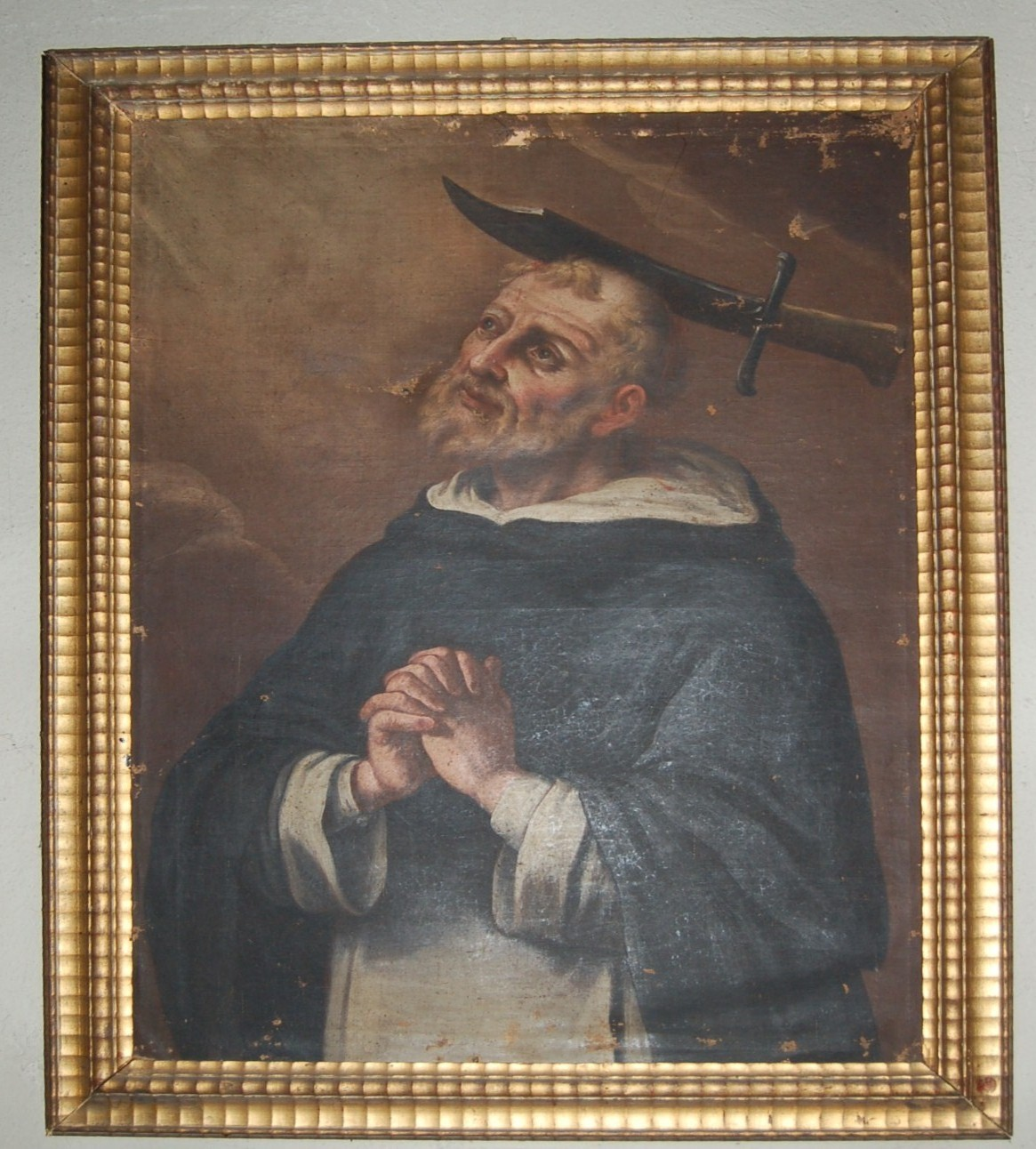
Tela di San Pietro Martire.

Nella prima cappella di sinistra è situata una tela la cui datazione è stimata del XVII secolo raffigurante San Antonio da Padova contornata da otto ovali contenenti episodi della vita del Santo. Sempre sulla sinistra vi è una tela raffigurante San Pietro Martire.
All'interno dell'ancona del Cogoli è collocata una tela raffigurante la Madonna, contornata da 15 tondi che illustrano I Misteri del Rosario e i Santi Domenico e Caterina. Prima del presbiterio e nel presbiterio stesso, alle pareti, vi sono 4 pregevoli affreschi di Luigi Tagliaferri rappresentanti episodi della vita di Gesù Cristo e di San Pietro Martire. Sopra all'altare maggiore, lo stesso pittore ha rappresentato i 4 Evangelisti: Giovanni, Matteo, Luca e Marco. In una tavola, in basso, vicino ai piedi di San Luca, si può scorgere il nome dell'autore e l'anno dell'esecuzione dell'affresco. Sul soffitto della navata centrale sono raffigurate le tre virtù teologali: Fede, Speranza e Carità e 4 putti. Nella seconda cappella di destra, all'interno della seconda ancona, vi è una tela donata nel 1667 dal curato Foppoli, rappresentante San Francesco Saverio.

## Organo a canne
Sulla cantoria sopra il portale è posto un organo a canne costruito da Elia Gandini di Varese negli anni 1948-1949.
Lo strumento è a trasmissione pneumatico-tubolare ed ha 2 tastiere di 58 note ed una pedaliera di 30 note.: